# Пучарели (Перуђа)
Пучарели је насеље у Италији у округу Перуђа, региону Умбрија.
Према процени из 2011. у насељу је живело 633 становника. Насеље се налази на надморској висини од 268 м.